# Digital Motors
Digital Motors est un constructeur automobile anglais lancé par James Dyson, fondateur de l'entreprise d'électroménager Dyson, en 2018 et abandonné en 2019 avant même d'avoir produit son premier véhicule de série.

## Histoire

### Préambule
En 2015, James Dyson, connu pour avoir créé les aspirateurs sans sac Dyson, a créé un centre de recherche et développement consacré à l'étude d'un véhicule électrique sous le nom de code N526.

### Développement
Le 27 septembre 2017, James Dyson annonce que son entreprise se lance dans la construction automobile en produisant sa propre automobile électrique à batterie à l'horizon 2020, avec un plan d'investissement de 2,2 milliards d'euros. Dyson a constitué une équipe de 400 personnes, ingénieurs et acteurs de l'industrie automobile, la moitié se consacrant à la batterie conçue en interne, la seconde moitié à l'automobile qui sera « très différente des autres du même type » selon James Dyson.
En août 2018, Dyson dépose la marque Digital Motors, nom de sa marque automobile 100 % électrique qui présentera son premier modèle en 2020.
Fin août 2018, Dyson dévoile son projet de centre d'essais situé sur un ancien aérodrome de la Royal Air Force, à Hullavington dans le Wiltshire, en Angleterre, à proximité du siège social de Dyson. Le site reçoit aussi les bureaux d'études chargés de la conception de l'automobile électrique de Digital Motors.
Digital Motors prépare son premier modèle pour 2021, qui sera suivi par le lancement de deux autres véhicules. Tous les modèles seront équipées de batteries à électrolyte solide.
En octobre 2018, Dyson confirme l'installation de son usine de production pour sa voiture électrique à Singapour, dont la construction devrait être terminée en 2020.
Début 2019, le constructeur construit un premier prototype qui entre en phase d'essais.

### Abandon du projet
Le 11 octobre 2019, Dyson annonce l'abandon complet du projet au vu des difficultés rencontrées par les nombreux constructeurs, notamment chinois et américains, dans la production d'un véhicule électrique rentable et l'impossibilité de produire des batteries dites "solides" à grande échelle. Pour être rentable, le véhicule aurait dû être commercialisé au tarif de 170 000 Euros.

## Projet N526
Le véhicule électrique de Digital Motors est un SUV mesurant 5 m de long,  2 m de large et 1,7 m de haut.

### Caractéristiques techniques
Le SUV N526 est équipé de deux électromoteurs de 200 kW, un par essieu, développant une puissance cumulée de 544 ch et 650 N m de couple. Le constructeur a développé une batterie à l’état solide possédant une densité énergétique supérieure aux batteries lithium-ion des autres constructeurs automobiles. Celle-ci permet théoriquement une autonomie de 965 km au SUV.